# Pounine et Babourine
Pour les articles homonymes, voir Babourine et Pounine.
Pounine et Babourine est une nouvelle d'Ivan Tourgueniev écrite à Paris en 1874 et publié en avril de la même année dans la revue pétersbourgeoise Le Messager de l'Europe.

## Résumé
Le narrateur Pierre a douze ans. Orphelin, il vit chez sa grand-mère, dure de caractère. Elle reçoit ce jour un homme de trente-cinq ans, M. Babourine, pour un poste d’employé de bureau. Ce dernier précise lors de l’entretien qu’il a recueilli un ami dans le besoin, M. Pounine, et que ce Monsieur vit chez lui. 
Le garçon se lie tout de suite d’amitié avec M. Pounine qui a une âme de poète et d’enfant, alors que M. Babourine est un redresseur de torts qui se met inévitablement dans les problèmes à force de réagir à toutes les injustices qu’il voit, et Dieu sait qu’il y en a beaucoup dans la Russie d’avant 1850.
D’ailleurs, il ne se passe pas beaucoup de temps avant qu’il ne soit renvoyé par la grand-mère pour avoir commenté négativement le fait qu’elle ait congédié un jeune garçon qui l’avait « regardée comme un loup ». 
Sept ans plus tard, le narrateur vit à Moscou. Il est étudiant et vit désormais loin de sa grand-mère. Son meilleur ami Tarkhov lui présente une jeune fille d’à peine vingt ans, Muse Pavlovna, dont il est visiblement amoureux. Pierre rencontre la jeune fille dans la rue accompagnée de Pounine. Il leur rend ensuite visite. Ceux-ci, c'est-à-dire Muse, Pounine et Babourine, habitent ensemble dans une modeste demeure. En effet, Muse a été recueillie par les deux amis alors qu’elle était enfant et abandonnée. 
Malgré la différence d’âge (il a quarante-deux ans), Babourine demande Muse en mariage. Elle accepte, puis s’enfuit rejoindre Tarkhov. Babourine accuse le coup, mais ses opinions libérales l’empêchent de vouloir la contraindre.
Douze ans plus tard, Pierre a trente-deux ans. Il est fonctionnaire à Saint-Pétersbourg et sa grand-mère est morte. C'est alors qu'il rencontre un cortège funèbre suivi par un homme : c’est Pounine qu’on enterre et Babourine qui le suit. Il va chez lui et rencontre Muse… avec qui Babourine s’est marié. 
Il s’avère que Tarkhov l’a abandonnée et que Babourine l’a recueillie une seconde fois. On apprend plus tard que Babourine fait partie d’un groupe de comploteurs. Bientôt, il est arrêté et obligé d’aller vivre en Sibérie.
Douze années passent encore. Pierre et Muse s’écrivent une fois par an. Babourine meurt le lendemain de l’annonce de l'abolition du servage par le pouvoir impérial russe.

## Édition française
- Pounine et Barounine, traduit pas Édith Scherrer, Éditions Gallimard, Bibliothèque de la Pléiade, 1981  (ISBN 978 2 07 010980 7).